# Tzihuacxochitzin
Tzihuacxochitzin (fl. XIV-XV secolo) è stata la regina consorte di Azcapotzalco, moglie di re Tezozómoc.

## Biografia
Era figlia di un dignitario nobile chiamato Huitzilaztatzin. Sposò Tezozómoc e da lui, come scritto da Chimalpahin, ebbe dieci figli:
- Epcoatzin
- Icel Azcatl
- Itzpapalocihuatl
- Aculnahuacatl Tzaqualcatl
- Tlacochcuecihuatl
- Chichilocuili
- Maxtla
- Xaltemoctzin
- Xiuhcanahualtzin
- Quaquapitzahuac

Xaltemoctzin ebbe una figlia di nome Tzihuacxochitzin, che prese il nome dalla nonna.
Tzihuacxochitzin fu nonna di Tlacateotl, Matlalatzin e Huacaltzintli. È anche possibile che fu madre della regina Ayauhcihuatl, a sua volta madre dell'imperatore azteco Chimalpopoca.